# 莫訥勒格勒區
莫訥勒格勒區是斯里蘭卡烏沃省的一個區。面積7,133平方公里。2001年人口397,375人。首府莫訥勒格勒。